# 钱列阳
钱列阳（1964年5月12日—）是一位中国律师。北京市天达律师事务所合伙人，北京大学法律硕士。主要业务领域为刑事辩护。曾承办过刘晓庆涉税案、厦门远华走私案、原铁道部部长刘志军受贿滥用职权案等多起影响较大的刑事案件。

## 生平
1964年出生在北京，1981年高中毕业，考取北京市人民警察学校。1983年7月毕业后分配到北京市公安局海淀分局北太平庄派出所，当了三年片警。1986年9月至1988年7月就读于北京大学分校法律系，获法学学士学位。后回海淀分局法制科就职。共从事了过十年警察工作。钱列阳1991年10月离开公安系统，1994年考取律师资格，转入律师行业。1998年9月至2001年6月在北京大学就读，获法学硕士学位。
从事律师职业之初，钱列阳什么案件都接，以缓解自己的生存压力。而在办案的过程中，钱列阳发现，自己当过警察，刑事辩护可以成为自己的长项。从1998年开始，钱列阳逐步专注于刑事案件，婉拒民商案，直至专攻刑事案件。1999年钱列阳代理了江西南昌“德国牙医”章俊理非法行医案。此案牵涉面极广，钱列阳却为章俊理作无罪辩护，2003年的刘晓庆税案及其后央视导演赵安贪污案使钱列阳名声大噪。从此之后，钱列阳时常成为媒体报道的焦点。加上他在刑事领域的专业和声名，一些高官家属便主动找到他做辩护。自1999至2009年的十年间，钱列阳累计为50个贪官做过辩护。
2004年北京大学法学院一百年院庆，钱列阳捐资设立“列阳奖学金”。

## 承办的案件
- 江西南昌“德国牙医”章俊理非法行医、故意伤害案
- 秦德海故意伤害致死案
- 厦门远华公司钱日昌走私案
- 河北沧州卫生局副局长张彦龙玩忽职守案
- 张月新利用“非典”寻衅滋事罪案
- 原中央电视台导演赵安受贿案
- 刘晓庆涉税案
- 黑龙江省绥化市原市委书记马德卖官受贿案等
- 铁道部长刘志军受贿、滥用职权案
- 郭文思故意杀人案（北工大男生杀死女友案）